# Épisodes de Notorious
Cet article présente le guide des épisodes de la série télévisée américaine Notorious.

## Généralités
- Aux États-Unis, la saison a été diffusée du 22 septembre 2016 au 8 décembre 2016 sur le réseau ABC.
- Au Canada, la saison a été diffusée en simultanée sur le réseau CTV[1].

## Distribution

### Acteurs principaux
- Piper Perabo (VF : Adeline Moreau) : Julia George
- Daniel Sunjata (VF : Boris Rehlinger) : Jake Gregorian
- Kate Jennings Grant (en) (VF : Marjorie Frantz) : Louise Herrick
- Aimee Teegarden (VF : Leslie Lipkins) : Ella Benjamin
- J. August Richards (VF : Christophe Peyroux) : Bradley Gregorian
- Sepideh Moafi (VF : Sara Martins) : Megan Byrd
- Ryan Guzman (VF : Pascal Nowak) : Ryan Mills
- Kevin Zegers (VF : Alexandre Gillet) : Oscar Keaton

### Acteurs récurrents
- Ramon De Ocampo (VF : Guillaume Beaujolais) : Levi Young (épisodes 1 à 5)
- Dilshad Vadsaria (VF : Noémie Orphelin) : Sarah Keaton (épisodes 1, 2 et 7)
- Karan Oberoi (en) (VF : Jérémy Bardeau) : Alan Wells (épisodes 2, 3, 5 à 7)
- Melina Kanakaredes (VF : Céline Monsarrat) : Dana Hartman (épisodes 7 à 9)
- Kenneth Mitchell (VF : Alexis Victor) : inspecteur Ken Matthews

### Invités
- Sean Combs : lui-même[2] (épisode 2)

## Épisodes

### Épisode 1:L'envers du décor
- États-Unis /  Canada : 22 septembre 2016 sur ABC[3] / CTV
- France : 12 avril 2017[4] sur TF1[5]

- États-Unis : 5,39 millions de téléspectateurs[6] (première diffusion)
- Canada : 1,243 million de téléspectateurs[7] (première diffusion + différé 7 jours)

- Katie Couric (elle-même)
- Ramon De Ocampo (Levi)
- Dilshad Vadsaria (Sarah Keaton)
- Marc Blucas (Eric Jessup)
- Lisa Arrindell Anderson (Sergeant Betsy Powell)
- Matt Walton (Darin Mills)
- Candace B. Harris (Staffer)
- Deric Augustine (Imran)
- Leonard Butler (Tony the valet)
- Kenneth Mitchell (Detective Matthews)
- Corey Sorenson (Councilman Davis)
- Melissa Marty (reporter #1)
- Matt Kaminsky (reporter #2)
- Raquel Bell Johnson (reporter #3)
- Jason Tobias (Shane Newsome)
- Kate Levering (Cassie Manheim)
- Bryan Adrian (forger)

### Épisode 2:Sauver les apparences
- États-Unis /  Canada : 29 septembre 2016 sur ABC / CTV
- France : 12 avril 2017 sur TF1

- États-Unis : 4,51 millions de téléspectateurs[8] (première diffusion)
- Canada : 1,096 million de téléspectateurs[9] (première diffusion + différé 7 jours)

- Sean Combs (lui-même)
- Dilshad Vadsaria (Sarah Keaton)
- Ramon De Ocampo (Levi Young)
- Phoebe Neidhardt (Abby Rollins)
- Kelli Kirkland (Lori)
- Michael Galante (Kyle Warren)
- Tyler Johnson (Luke)
- Karan Oberoi (Alan Wells)
- Susan Diol (Rita Rollins)
- Kenneth Mitchell (Detective Matthews)

### Épisode 3:Icône ou prédateur?
- États-Unis /  Canada : 6 octobre 2016 sur ABC / CTV
- France : 12 avril 2017 sur TF1

- États-Unis : 4,20 millions de téléspectateurs[10] (première diffusion)
- Canada : 1,066 million de téléspectateurs[11] (première diffusion + différé 7 jours)

- Ramon De Ocampo (Levi Young)
- Karan Oberoi (Alan Wells)
- Elyse Levesque (Alexa Downey)
- Toks Olagundoye (Rhonda Cole)
- Ingrid Rogers (Dr Gina Matheson)
- Bernardo Cubria (Stephen Lake)
- Alan Pietruszewski (Leon)
- Al Coronel (Police officer)
- Cree Kelly (Vicki Tolliver)
- Brendon Garrett (director)
- Keedar Whittle (D.J. Davies)
- Michelle Farrah Huang (Erin)
- Alex Ashaugh] (Drew)
- Judson Mills (Trinity)
- Kym Jackson (Jasmine)
- Chad Johnson (wounded cop)
- Derek Carley (David Baxter)

### Épisode 4:Confession en direct
- États-Unis /  Canada : 13 octobre 2016 sur ABC / CTV
- France : 19 avril 2017 sur TF1

- États-Unis : 3,90 millions de téléspectateurs[12] (première diffusion)

- Keean Johnson (Finn)
- Monica Barbaro (Choloe Edwards)
- Zak Henri (Dax Edwards)
- Ramon De Ocampo (Levi Young)
- Kenneth Mitchell (Detective Ken Matthews)
- Dylan Bruno (Coach Phil Ryder)
- Dutch-Barre Johnson (inmate)
- Ray Fonseca (clerk)
- Marc Blucas (Eric Jessup)
- Michael Chambers (Lozowsky)
- Michael Moon (Sanchez)

### Épisode 5:Recherche parents désespérément
- États-Unis /  Canada : 20 octobre 2016 sur ABC / CTV
- France : 19 avril 2017 sur TF1

- États-Unis : 3,89 millions de téléspectateurs[13] (première diffusion)

- Brenda Strong (Maggie Sherman)
- Sofia Vassilieva (Jenna Polly)
- Max Gilford (Adam Rayner)
- Karan Oberoi (Alan Wells)
- Ramon De Ocampo (Levi Young)
- Sabrina Perez (Joy Brant)
- Peter James Smith (Judge Stroll)
- Carly Nykanen (Mary Gower)
- David Stanbra (Arthur Gower)
- Hilary Ward (CPS agent)

### Épisode 6:Duel à l'antenne
- États-Unis /  Canada : 27 octobre 2016 sur ABC / CTV
- France : 19 avril 2017 sur TF1

- États-Unis : 3,75 millions de téléspectateurs[14] (première diffusion)

- Adam Rayner (Max Gilford)
- Karan Oberoi (Alan Wells)
- Matt Walton (Darin Mills)
- Jess Gabor (Samantha Voss)
- Missi Pyle (Callie Connors)
- Julie Ann Emery (Laurie Parker)
- David Burke (Ted Parker)
- Patricia DeLeon (Silvia Baez)
- Teagan Sirset (Emily Parker)
- Tye White (Braydon Lucas)
- Roberto Sanchez (Miguel Ortiz)
- Yasmine Vega (Rosa Baez)
- Joshua Dov (Gavin Boyd)
- Rueben Grundy (detective)
- Dylan John Seaton (storage facility clerk)
- Joe Alvarez (officer #1)
- Chris Moss (officer #2)

### Épisode 7:Course contre la montre
- États-Unis /  Canada : 3 novembre 2016 sur ABC / CTV
- France : 26 avril 2017 sur TF1

- États-Unis : 3,60 millions de téléspectateurs[15] (première diffusion)

- Melina Kanakaredes (Dana Hartman)
- Adam Rayner (Max Gilford)
- Patti Yasutake (Judge Bernice Wong)
- Bryan Adrian (Axel Know)
- Dilshad Vadsaria (Sarah Keaton)
- Kyle Secor (Dr Govner)
- Sabrina Perez (Joy Brant)
- Grant Albrecht (Donnie)
- Josh Latzer (guard)
- Karan Oberoi (Alan Wells)
- Erin Matthews (Reesa Farringdon)
- Paula Salas (Zoey Farringdon)
- Adam Harrington (Brian Farringdon)

### Épisode 8:Les colocataires
- États-Unis /  Canada : 10 novembre 2016 sur ABC / CTV
- France : 26 avril 2017 sur TF1

- États-Unis : 3,77 millions de téléspectateurs[16] (première diffusion)

- Melina Kanakaredes (Dana Hartman)
- Ray J (lui-même)
- Adam Rayner (Max Gilford)
- Haley Ramm (Maya Hartman)
- Maiara Walsh (Will Ferrera)
- Chris Brochu (Preston Mann)
- Matt Walton (Darin Mills)
- Paul Schackman (Anthony Zahn)
- Josh Plasse (Johnny Weston)
- Doug Savant (Paul Weston)
- Steven Good (Trevor)
- Gonzalo Menendez (Detective Ruiz)
- William Charlton (bank manager)

### Épisode 9:Telle mère, telle fille
- États-Unis /  Canada : 17 novembre 2016 sur ABC / CTV
- France : 10 mai 2017 sur TF1

- États-Unis : 4,12 millions de téléspectateurs[17] (première diffusion)

- Melina Kanakaredes (Dana Hartman)
- Adam Rayner (Max Gilford)
- Haley Ramm (Maya Hartman)
- Adalgiza Chermont (jail guard)
- Theresa June-Tao (inmate #1)
- Leslie Miller (inmate #2)
- Maiara Walsh (Willow Ferrera)
- Doug Savant (Paul Weston)
- Carlos Sanz (Eduardo Nogales)
- Matt Walton (Darin Mills)
- Chris Brochu (Preston Mann)
- Rogelio Ramos (Officer Martinez)
- Matt Kaminsky (reporter #2)

### Épisode 10:Prisonnière du desert
- États-Unis /  Canada : 8 décembre 2016 sur ABC / CTV
- France : 10 mai 2017 sur TF1

- États-Unis : 2,58 millions de téléspectateurs[18] (première diffusion)

- Adam Rayner (D.A. Max Gilford)
- Carlos Leal (Ignacio Enriquez)
- Antonio Jaramillo (Carlos Mora)
- Rogelio Ramos (Officer Martinez)
- Rebecca Breeds (Avery Whitsell)
- Hugo Garcia (David)
- Jose Zuniga (Raul Mora)
- Matt Walton (Darin Mills)
- Carolyn Michelle Smith (Savannah Barbour)
- Reko Moreno (sound tech)
- Alex Ashbaugh (Drew)
- Kevin Sizemore (Graham Barrett)
- Johnny Ortiz (Emilio Mora)
- Krizia Bajos (Maria Alvarez)
- Sanjay Gupta (lui-même)
- Greta Van Susteren (elle-même)
- Juan Alfonso (cantina employee)